# Hana-bi - Blomster og ild
Hana-bi - Blomster og ild er en japansk dramafilm fra 1997, filmen er instrueret af Takeshi Kitano og med Takeshi Kitano, Kayoko Kishimoto, Ren Osugi og Susumu Terajima i hovedrollerne.

## Medvirkende
- Takeshi Kitano som Yoshitaka Nishi
- Kayoko Kishimoto som Miyuki
- Ren Osugi som Horibe
- Susumu Terajima som Nakamura
- Tetsu Watanabe som Tesuka
- Hakuryu som Yakusa Lejemorder
- Yasuei Yakushiji som Kriminel
- Taro Istumi som Kudo
- Kenichi Yajima som Doktor
- Makoto Ashikawa som Tanaka